# Аллоди: Печатка таємниці
«Аллоди: Печатка таємниці» (рос. Аллоды: Печать тайны; англ. Rage of Mages) — російська рольова відеогра з елементами стратегії, перша гра серії «Аллоди».

## Сюжет
Аллод Умойр не входить до складу жодної з Імперій і залишається оповитим Великою Таємницею — жодна експедиція не поверталася звідти. З метою розслідування ситуації на цьому ізольованому аллоді влада могутньої Імперії Канії направляє туди чотирьох агентів: воїна Данаса, мага Фергарда, воїтельку Найру та магиню Ренієсту. Під час телепортації на Умойр агенти втрачають контакт і опиняються розкиданими по різних частинах аллода. Одним із ключових завдань для них стає возз'єднання, аби спільно виконати поставлену місію.

## Ігровий процес
На початку гри гравцеві пропонується обрати одного з чотирьох доступних персонажів, причому вибір впливає на окремі сюжетні елементи та послідовність проходження. У ході виконання місій і розвитку сюжету герої поступово возз'єднуються, і до команди приєднуються нові персонажі, включно з Великим Магом Умойра Скраканом, який стає союзником у фінальній частині гри. Після завершення кожної місії персонажі повертаються до столиці Умойра — міста Плагат. У місті гравець може продавати трофейне спорядження та купувати нове в торговій крамниці, отримувати нові завдання, наймати союзників у трактирі, а також вдосконалювати навички у Школі бойових мистецтв і магії.

## Сприйняття
| Агрегатор    | Оцінка |
| ------------ | ------ |
| GameRankings | 65%    |

| Видання                      | Оцінка |
| ---------------------------- | ------ |
| CNET Gamecenter              | 7/10   |
| Computer Games Strategy Plus | [ 5 ]  |
| Computer Gaming World        | [ 6 ]  |
| GamePro                      | [ 7 ]  |
| GameSpot                     | 7.5/10 |
| IGN                          | 4.6/10 |
| Jeuxvideo.com                | 16/20  |
| PC Accelerator               | 7/10   |
| PC Gamer (США)               | 45%    |
| PC Zone                      | 80%    |

Гра отримала неоднозначні відгуки згідно з вебсайтом GameRankings, що агрегує огляди.
Вона була номінована на премію GameSpot «Найкраща гра, в яку ніхто не грав» в номінації «Найкраще та найгірше 1998 року», яку отримала Battlezone.